# BHT 1
BHT 1 je bosenskohercegovinský národní veřejnoprávní televizní kanál, který provozuje Radiotelevizija Bosne i Hercegovine, jinak Bosanskohercegovačka radiotelevizija (BHRT). Pořady se vysílají 20 hodin denně v jednom ze dvou abeced (bosenská verze latinky nebo azbuky) s rovnoprávným použitím jednoho ze tří úředních jazyků Bosně a Hercegovině (bosenština, chorvatština a srbština).
Televizní kanál vysílá řadu programů, jako jsou zprávy, talk show, dokumenty, sport, filmy, mozaiky, dětské pořady a jiné. BHT 1 také vysílá teletextovou službu TXT BHT 1.